# Micrelenchus caelatus archibenthicola
Micrelenchus caelatus archibenthicola es una subespecie de molusco gasterópodo de la familia Trochidae. 

## Distribución geográfica
Se encuentra en Nueva Zelanda